# ماريا من سافوي، كونتيسة سان بول
ماريا من سافوي (20 مارس 1448 - 1475)؛ كانت كونتيسة سان بول وبريين ولينييه وكونفيرسانو بزواجها من لويس دي لوكسمبورغ، كونستابل فرنسا، هي الأبنة الخامسة لـ لودفيكو، دوق سافوي وآن من قبرص، هي الشقيقة الصغرى لـ الملكة شارلوت زوجة لويس الحادي عشر ملك فرنسا.
كان لويس زوجها سبعة أبناء من زواجها الأول من جين دي بار، كونتيسة مارلي وسواسون؛ بما في ذلك بيير دي لوكسمبورغ، كونت سان بول التالي كان متزوجاً من شقيقته الكبرى مارغريت، أيضا لديه العديد من الأبناء الغير شرعيين من قبل محظيات مختلفات وبعضهن غير معروفات.
توفيت ماري في 1475، وهو نفس العام الذي تم قطع رأس زوجها بسبب خيانته لـ لويس الحادي عشر.